# Горные леса рифта Альбертин
Горные леса рифта Альбертин — экологический регион, расположенный вокруг озера Танганьика на территории государств Демократическая Республика Конго, Уганда, Руанда, Бурунди и Танзания. Статус сохранности экорегиона оценивается как критический.
На большей части экорегиона, особенно в Руанде и Бурунди, плотность сельского населения одна из самых высоких в Африке. Большинство живущих здесь семей занимаются натуральным сельским хозяйством.

## Ландшафт
В экорегионе преобладают горные цепи, берущие начало на плато Ленду на севере Уганды. Горы Рувензори имеют высоту больше 5000 м, начиная с высоты 3500 мм начинается экорегион горных вересковых пустошей Восточной Африки. Среднее количество осадков по всему горному хребту составляет от 1200 до 2200 мм в год, хотя в некоторых районах это число больше. Большие трещины в коре обычно заполнены водой, среди них озеро Танганьика.

## Флора и фауна
Альбертинский рифт — один из самых богатых видами и эндемиками регионов Африки, несмотря на то, что он является один из самых плохо задокументированных.
В экорегионе преобладают горные тропические леса. В настоящее время количество видов строго эндемичных растений для экорегиона оценивается в 1000—1200, что примерно равно количеству эндемиков из экорегиона лесов Восточного рифта. Ожидается, что дальнейшие исследования в этом регионе помогут открыть новые виды растений и изменить ботаническое значение региона.
Фауна гор очень богата, встречается исключительно большое количество эндемичных видов. В отличие от Анд в Южной Америке, здесь эндемизм встречается на всех доступных высотах. Среди позвоночных наибольшее количество видов с ограниченным ареалом имеют земноводные с 32 строгими эндемиками, разбросанными по 12 родам. Основная часть этих эндемиков состоит из тростнянок (9 строгих эндемиков), лужелюбок (7 строгих эндемиков), пискуний (5 строгих эндемиков) и шпорцевых лягушек (3 строгих эндемика).
Птицы также обладают высоким уровнем эндемизма: имеется 30 строго эндемичных видов и 16 почти эндемичных.
Эндемичные млекопитающие включают 25 строго эндемичных видов и 11 почти эндемичных видов, большинство из них — мелкие млекопитающие, из которых 10 видов — землеройки, а 12 — грызуны. Пример: рувензорийская выдровая землеройка.
Фауна приматов включает совинолицую мартышку и бородатую мартышку. Также встречаются некоторые из восточных популяций шимпанзе.
Количество эндемичных рептилий относительно невелико: 11 строго эндемичных видов. К ним относятся 4 вида хамелеонов и 4 вида сцинков из рода Leptosiaphos.

## Состояние экорегиона
Почти полностью исчезли леса на плато Ленду. Далее на юг в пределах хребта Рувензори можно найти относительно нетронутые участки леса. За пределами охраняемых территорий леса подверглись серьёзному антропогенному воздействию, даже в пределах национальных парков они не защищены от серьёзных нарушений. Продолжающиеся конфликты затруднили управление территориями. В частности геноцид в Руанде вызвал серьёзные проблемы с беженцами, что привело к экологическим проблемам.
Хотя в экорегионе имеется несколько национальных парков, недавние войны затруднили управление ими на большей части экорегиона. В пяти странах, охватывающих части экорегиона, уровень защиты разный. В Уганде части леса охраняются национальными парками Горы Рувензори и Бвинди. В Демократической Республике Конго некоторые леса на плато Ленду охраняются лесными заповедниками, а горные леса на западной стороне озера Киву охраняются национальными парками Кахузи-Биега и Вирунга. В Руанде леса охраняются национальным парком Бирунга. Леса южнее, особенно в горах Итомбве в Демократической Республике Конго, в настоящее время не защищены. Это компенсируется тем, что леса находятся в отдалении от мест с большой плотностью населения. В Танзании горы Махали охраняются национальным парком Махали-Маунтинс, в основном для сохранения местных популяций шимпанзе.
Самая большая угроза для экорегиона — сельскохозяйственная деятельность сельских жителей, что разрушает и фрагментирует среду обитания. Другие серьёзные проблемы — охота и браконьерство, которые вызывают проблемы даже на охраняемых территориях, вырубка деревьев и войны.

## Провинции, полностью или частично расположенные в экорегионе
- Бурунди: Бубанза, Бужумбура-Мери, Бужумбура-Рураль, Бурури, Гитега, Каянза, Макамба, Мваро, Мурамвья, Румонге, Рутана, Чибитоке;
- ДР Конго: Верхняя Катанга, Итури, Северное Киву, Танганьика, Южное Киву;
- Руанда: все провинции страны;
- Танзания: Катави, Кигома;
- Уганда: Бувейу, Бундибугио, Бушеньи, Зомбо, Ибанда, Кабале, Кабароле, Камвенге, Канунгу, Касесе, Кибаале, Кисоро, Кьенжожо, Митоома, Нтороко, Нтунгамо, Рубиризи, Рукунгири, Хоима, Шеема.